# Zlatko Hasanbegović

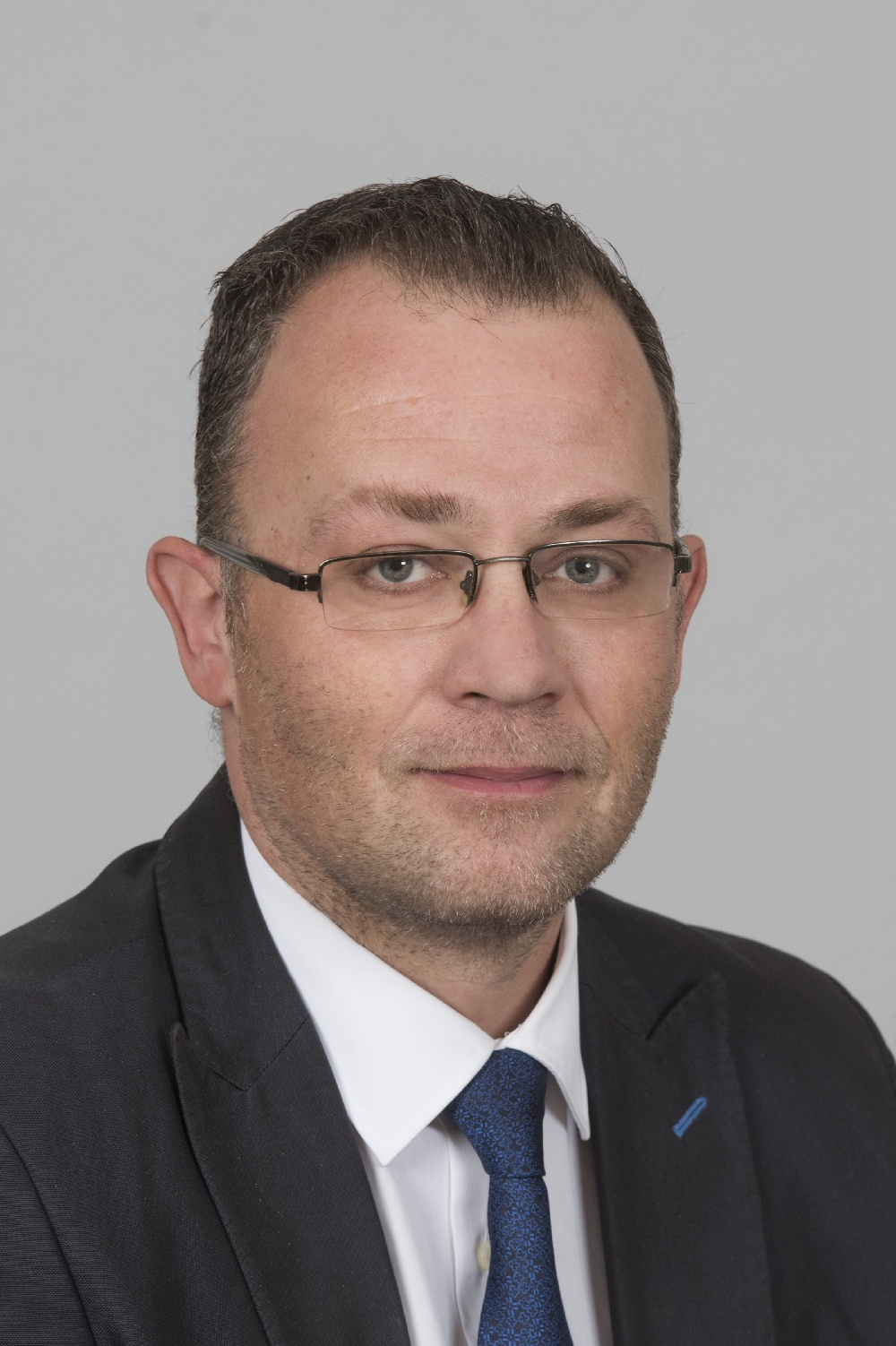
Zlatko Hasanbegović (2016)

Zlatko Hasanbegović (* 14. Juni 1973 in Zagreb) ist ein kroatischer Historiker, Aktivist und Politiker, der oft dem nationalistisch-rechtsextremen Lager zugerechnet wird, unter anderem aufgrund seines Eintretens für die Bewahrung des positiven Gedenkens von und seiner Bewunderung für den Antisemiten Husein Đozo. Er war von Januar bis Oktober 2016 für die HDZ Kulturminister in der elften Regierung der Republik Kroatien. 2017 wurde er aus der HDZ ausgeschlossen.

## Biografie
Er wuchs in Zapruđe auf, einem Wohnviertel des Zagreber Stadtteils Novi Zagreb. Als junger Mann war er während der 1980er Jahre Mitglied der Bad blue boys, einem Fanclub Dinamo Zagrebs.
Beruflich ist Zlatko Hasanbegović Historiker. Er arbeitet am Ivo-Pilar-Institut der Sozialwissenschaften in Zagreb. Daneben ist er auch Publizist und Verleger. 2007 wurde seine Monographie mit dem Titel Muslimani u Zagrebu 1878.–1945. (Die Muslime in Zagreb 1878–1945) veröffentlicht. Im gleichen Jahr verteidigte er seine Doktorarbeit Jugoslavenska muslimanska organizacija u političkom životu Kraljevine Jugoslavije 1929.–1941. (Die jugoslawisch-muslimische Organisation im politischen Leben des Königreichs Jugoslawien 1929–1941). Er promovierte und magistrierte 2009 in Zagreb zum Dr. sc.
Hasanbegović diplomierte in Geschichte an der philosophischen Fakultät der Universität Zagreb.
Sein politisches Engagement begann er als Student, zuerst in der von Ante Pavelić im Exil gegründeten Kroatischen Befreiungsbewegung (HOP). Später wurde er Jugendvorsitzender der rechtsextremen Kroatischen Reinen Rechtspartei (HČSP).
Er ist Mitglied des Exekutivkomitees der islamischen Gemeinde Zagreb.

### Propaganda für den Waffen-SS-Sturmbannführer Husein Đozo
Hasanbegović hält den radikalen Antisemiten Husein Đozo, der eine bedeutende Rolle in der 13. Division der Waffen-SS von 1943 bis 1945 spielte, für „einen der markantesten und interessantesten Bosniaken“. So verteidigte er 2013 die Benennung einer Schule in dessen Geburtsstadt Goražde (Bosnien und Herzegowina): „Falls Husein ef. Đozo aus der nationalen und islamischen identitären Grundlage (...) wegen im Rahmen seines ganzes Lebens und Wirkens unbedeutender Episoden amputiert würde, hieße das, die moderne bosniakische Identität und das moderne islamische Denken in ein Torso ohne seine zuverlässigsten Wegweiser zu verwandeln. (...) Đozos islamisches Denken der Erneuerung stellt noch immer einen festen Bestandteil der muslimischen Bosniaken in intellektueller Hinsicht dar“. Darüber hinaus müssten, so Hasanbegović, noch viel mehr Schulen und Straßen Đozos Namen tragen.

### Würdigung des Ultranationalisten Miro Barešić
Am 31. Juli 2016 nahmen Hasanbegović wie auch andere kroatische Politiker an der Einweihung eines Denkmals für den Pavelić-Anhänger Miro Barešić, der 1971 wegen Mordes an dem damaligen jugoslawischen Botschafter in Schweden verurteilt wurde, teil. Zu diesem Anlass lobte Hasanbegovic „den Ritter, den kroatischen Helden, der sich sein ganzes Leben lang für die Idee des kroatischen Staates opferte“ und ließ sich zusammen mit Trägern von Ustascha-Symbolen fotografieren.

### Bezeichnung der Niederlage des NDH 1945 als „unsere größte nationale Tragödie“
In einer Rede 2012 meinte Hasanbegović, die Niederlage des Ustascha-Regime sei „die größte Tragödie unserer Nation“ gewesen. Im Mai 2015 kommentierte er mit scharfen Worten sowohl die internationalen Gedenkfeiern anlässlich der Niederlage der Achsenmächte 1945 als auch die in Kroatien jährlich abgehaltenen offiziellen Gedenkzeremonien, welche den Opfern des KZ Jasenovac gewidmet sind.

### An der Spitze des Bleiburger Ehrenzuges
2007 wurde Hasanbegović Aufsichtsratsvorsitzender des Klagenfurter Vereins Počasni Bleiburški vod (PBV), bzw. Bleiburger Ehrenzug, der der Opfer der Massaker von Bleiburg im Jahre 1945 gedenkt. Das Dokumentationsarchiv des österreichischen Widerstandes bezeichnet diese NGO als „rechtsextremistischen Verein mit stark revisionistischer beziehungsweise geschichtsklitternder Tendenz“ und weist auf die hohe Zahl von Neonazis bei dessen jährlichen Veranstaltungen auf dem Loibacher Feld in Bleiburg hin.
Anlässlich der offiziellen Jasenovac-Gedenkzeremonie 2009 hielt der PBV eine Pressekonferenz ab, im Rahmen derer Vice Vukojević das ehemalige KZ Jasenovac so bezeichnete: „Das Lager Jasenovac wurde von Juden verwaltet. Der Staat hat nur Sicherheit gewährleistet. Es existiert einen Vertrag zwischen der NDH-Regierung und der Jüdischen Gemeinde von Zagreb betreffend die Finanzierung des Vorstands des Lagers“. Diese Worte wurden vom damaligen Premier und HDZ-Vorsitzenden Ivo Sanader denunziert.
Später überließ Hasanbegović den PBV-Aufsichtsratsvorsitz an Vukojević; er selbst blieb bis Anfang 2016 stellvertretender Vorsitzender.
Im März 2015 bekundete Hasanbegović ein weiteres Mal seine Unterstützung und Bewunderung für Vukojević, indem er selbst dessen Buch der Öffentlichkeit präsentierte; unter den Besuchern dieser Präsentation waren u. a. auch HDZ-Funktionäre wie Milijan Brkić und Miro Kovač.

### Als Verleger
Als Verleger hat Hasanbegović zum Beispiel Die Neue Europäische Rechte von Tomislav Sunić veröffentlicht. Sunić bezeichnet sich als anti-christlich und ist öffentlich neben rechtsextremen Aktivisten wie Horst Mahler und David Duke aufgetreten. Ein anderes von Hasanbegović verlegtes Werk ist Der intellektuelle Terrorismus von Jure Vujić, einem aufgeklärten Gegner der westlichen Zivilisation; weiters Die Holocaust-Industrie von Norman Finkelstein.
Darüber hinaus hat Hasanbegović ein Kapitel im Buch Krunoslav Stjepan Dragović. Priester, Historiker und Patriot verfasst. Dragović ist öffentlich aufgrund seiner Hilfe für die Flucht Ante Pavelićs bekannt. Außerdem ist Krunoslav Draganović wegen seiner angeblichen Geschäfte mit dem enteigneten/geraubten Gut von NDH-Opfern bekannt. Ebenso half er Klaus Barbie und vielen anderen Nazis.

## HDZ-Politiker
Am 30. Juni 2015 wurde Hasanbegović in die Kroatische Demokratische Union (HDZ) kooptiert, im Beisein von HDZ-Schlüsselfiguren wie deren damaligen Vorsitzenden Tomislav Karamarko, deren Generalsekretär Milijan Brkić und deren Sprecher für internationale Angelegenheiten Miro Kovač. Die HDZ ist Teil der Europäischen Volkspartei.
Am 21. Januar 2016 wurde er vom designierten Premier Tihomir Orešković zum Kulturminister ernannt. Diese Entscheidung löste sofort heftige Proteste aus, insbesondere in akademischen und kulturellen Kreisen sowie in der Zivilgesellschaft. Am Morgen des 22. Januar, vor der Wahl durch die Abgeordneten, versammelten sich Demonstranten vor dem Parlamentsgebäude, dabei wurde Hasanbegović sogar mit NS-Propagandaminister Joseph Goebbels verglichen. Schließlich wurde die neue Regierung einschließlich Hasanbegović am Abend des 22. Januar von der konservativen Mehrheit der Abgeordneten bestätigt. Proteste gingen weiter. Seine Ernennung sorgte auch für internationale Kritik (u. a. seitens des Simon-Wiesenthal-Zentrums und des European Grassroots Antiracist Movement) und für negative Presse.

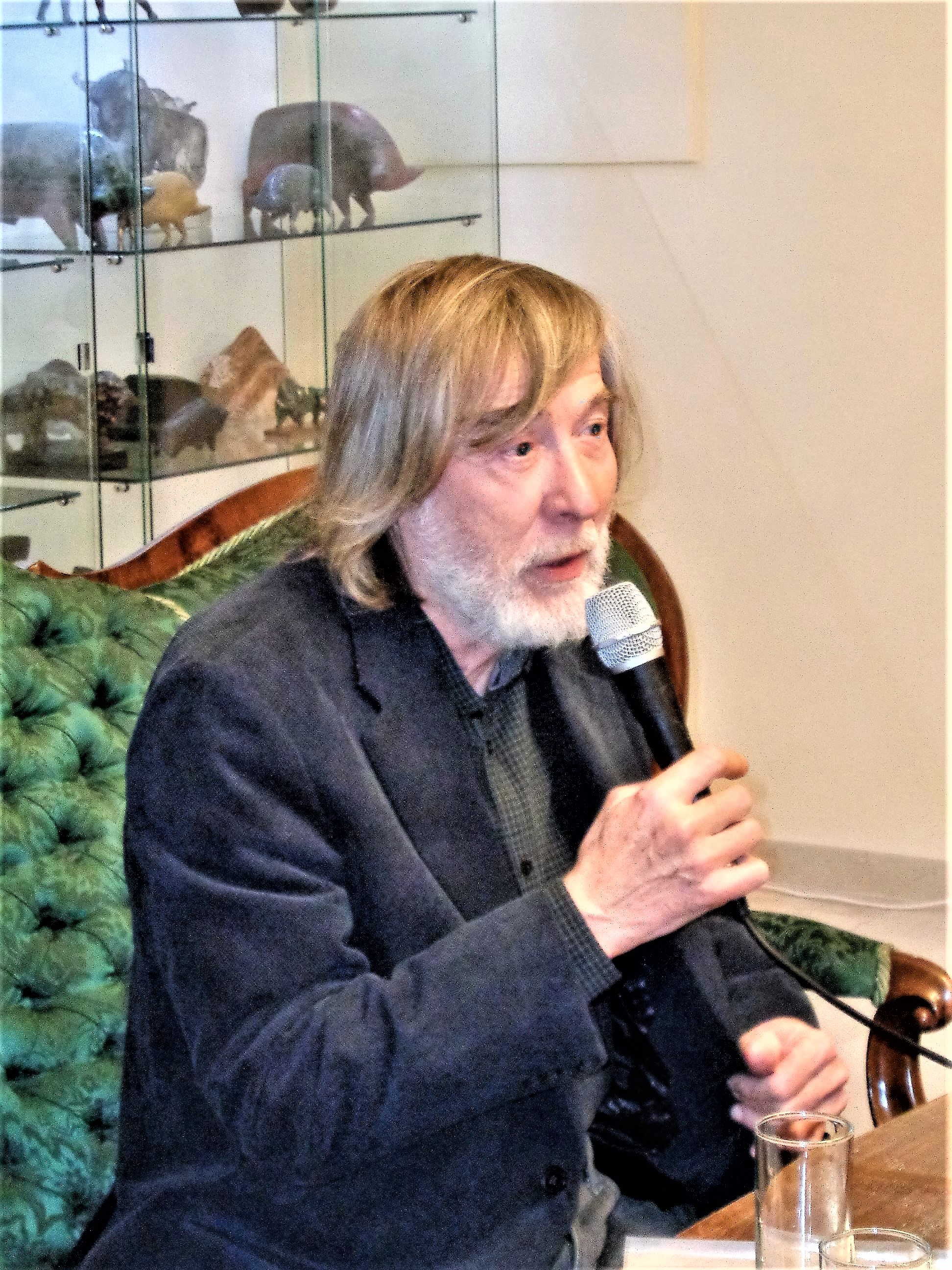
Hrvoje Hitrec

Im April 2016 lobte er den hochkontroversen Film Jasenovac – Die Wahrheit des Regisseurs Jakov Sedlar und des Drehbuchautors Hrvoje Hitrec. Der Historiker Slavko Goldstein, das Simon-Wiesenthal-Zentrum und die israelische Botschafterin in Kroatien bezeichneten hingegen diesen Film als revisionistische Propaganda bzw. Benutzung von Fälschungen.
Anfang Februar 2016 wurde eine Unterstützungserklärung von 143 kroatischen Historikern und Wissenschaftlern, darunter Ivo Banac, veröffentlicht. Auf der anderen Seite wurde ein Appell für seinen Rücktritt von über 4000 Personen aus dem Bereich der Kultur und der Wissenschaften unterschrieben. Am 24. Mai 2016 erschien sogar ein internationaler Appell für seinen Rücktritt, welcher von Persönlichkeiten unterschiedlicher Meinungen aus 35 Nationen unterschrieben wurde; Unterzeichner sind u. a. Beate und Serge Klarsfeld, Miguel Ánguel Moratinos und Alain Finkielkraut sowie anerkannte Historiker der Geschichte des Zweiten Weltkriegs.
Am 28. Mai 2016 wurde Hasanbegović ins Präsidium der HDZ gewählt. Im Rahmen dieser Wahl gehörte er zu jenen Kandidaten, welche von den Delegierten die meisten Stimmen erhielten.
Mit dem Fall der Regierung Tihomir Oreškovićs endete sein Mandat als Minister. Seitdem ist er Abgeordneter im Kroatischen Parlament.
Er nahm im Oktober 2013 an wissenschaftlichen Veranstaltungen in Mostar und Široki Brijeg anlässlich des vierzigsten Todestages von Dominik Mandić teil. Dominik Mandić war ein kroatischer Historiker, Politiker und Franziskaner.

## Gründung der Neovisni za Hrvatsku
Nachdem der neue Ministerpräsident Andrej Plenković bei der Bildung seiner Regierung ihn nicht mehr berücksichtigt hatte (neue Kulturministerin wurde Nina Obuljen Koržinek), unterstützte Hasanbegović bei den Lokalwahlen die „Unabhängige Liste“ der als „kroatische Marine Le Pen“ geltenden Sabor-Abgeordneten Bruna Esih; daraufhin wurde er aus der HDZ ausgeschlossen. Er gründete gemeinsam mit Esih im Juni 2017 die neue Partei Neovisni za Hrvatsku (Unabhängige für Kroatien).
Im September 2017 wurde auf Initiative seiner Partei in der kroatischen Hauptstadt Zagreb der „Marschall-Tito“-Platz in „Platz der Republik Kroatien“ umbenannt.

## Familie
Zlatko Hasanbegović ist verheiratet mit Lamija Hasanbegović, mit welcher er zwei Kinder hat.

## Werke
Zlatko Hasenbegovic ist Autor folgender Bücher:
- Muslimani u Zagrebu 1878–1945 (Muslime in Zagreb)
- Jugoslovenska muslimanska organizacija 1929–1941 (Jugoslawische muslimische Organisation)

2004 veröffentlichte er einen Artikel namens Islam i bosanski muslimani u djelima Ante Starčevića (Islam und bosnische Muslime in Werken Ante Starčević’).